# Línea M-253 (Área de Málaga)
La línea M-253 es una ruta de transporte público en autobús interurbano del Consorcio de Transporte Metropolitano del Área de Málaga. Une Málaga con Antequera, haciendo parada en el término municipal de Casabermeja, gracias al levantamiento de la prohibición de tráfico realizado por el Consorcio.

## Detalles de la línea
| Línea | Trayecto         | Recorrido y Horarios | Plano |
| ----- | ---------------- | -------------------- | ----- |
| M-253 | Málaga-Antequera | Recorrido y Horarios | Plano |